# 杜驥
杜 驥（と き、387年 - 450年）は、東晋から南朝宋にかけての官僚・軍人。字は度世。本貫は京兆郡杜陵県。

## 経歴
西晋の征南将軍杜預の子の杜耽の曾孫にあたる。義熙13年（417年）、桂陽公劉義真が長安に入ると、杜驥は雍州主簿として召された。永初3年（422年）、劉義真の下で車騎行参軍となり、員外散騎侍郎の位を受けた。元嘉初年、江夏王劉義恭の下で撫軍刑獄参軍となった。尚書都官郎に転じ、長沙王劉義欣の下で後軍録事参軍をつとめた。
元嘉7年（430年）、到彦之の北伐に従軍し、建武将軍の号を受けた。洛陽の守備を命じられたが、糧食の不足に苦しみ、到彦之が敗退すると、杜驥も撤退を図った。敗戦の罪を着せられることを恐れて、姚聳夫を騙して洛陽に入らせ、洛陽失陥の責任を姚聳夫に押しつけた。
後に通直郎・射声校尉となった。元嘉16年（439年）、武陵王劉駿の下で征虜諮議参軍となった。元嘉17年（440年）、都督青冀二州徐州之東莞東安二郡諸軍事・寧遠将軍・青冀二州刺史に任じられ、善政で知られた。元嘉24年（447年）、建康に召還されて左軍将軍となり、兄の杜坦が代わって青冀二州刺史となった。元嘉27年（450年）、死去した。享年は64。

## 妻子

### 妻
- 韋氏（韋玄（韋叡の祖父）の娘）

### 子
- 杜長文（長男、早逝）
- 杜叔文（? - 469年、長水校尉、弟の杜幼文とともに処刑された）
- 杜季文（四男、弟の杜幼文が処刑されると、逃亡した）
- 杜幼文（五男、? - 469年、驍騎将軍・邵陽県男、輔国将軍・梁南秦二州刺史、散騎常侍、後廃帝に憎まれて処刑された）
- 杜希文（兄の杜幼文が処刑されると、逃亡した）

## 伝記資料
- 『宋書』巻65 列伝第25
- 『南史』巻70 列伝第60